# Рулонна сталь

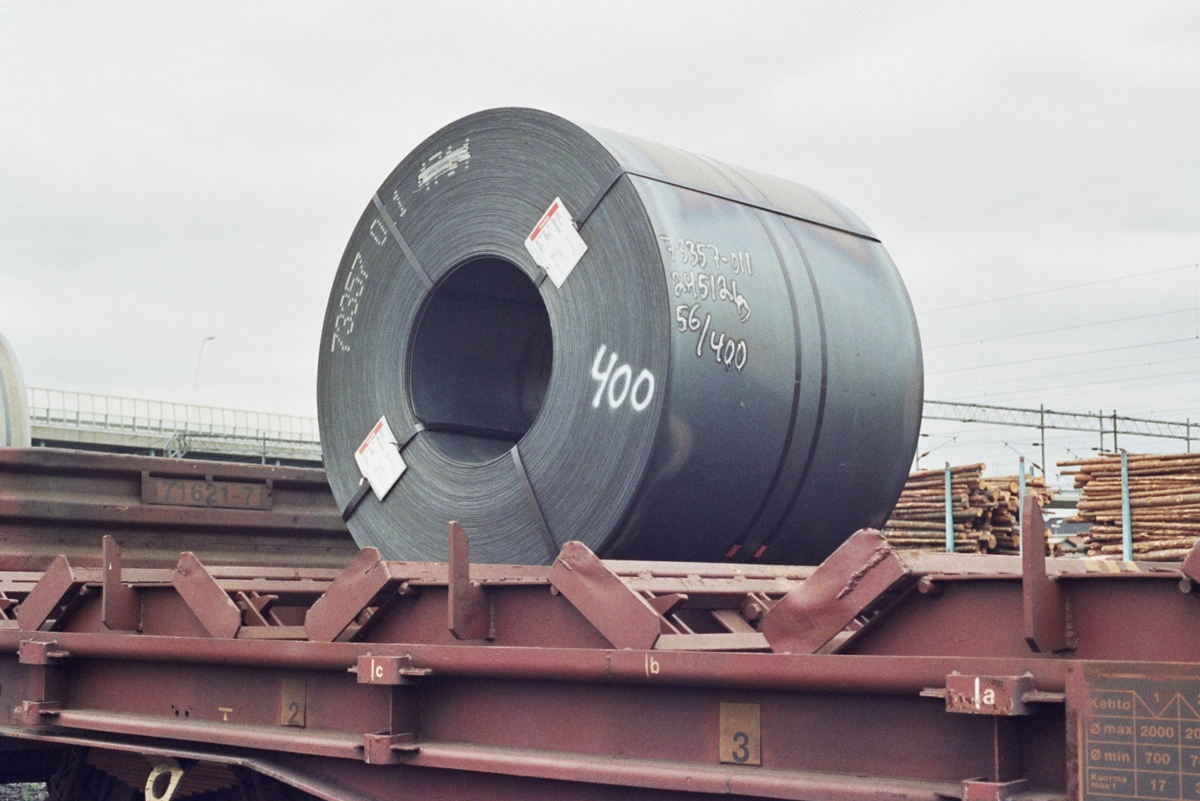
Рулонна сталь.

Рулонна сталь — сталевий прокат, що випускається у вигляді рулонів. Ширина прокату становить 400—2000 мм, товщина — 0,4-10 мм, довжина — близько 1 км. Вага рулонів — від 12 до 25 т. Рулонна сталь використовується у багатьох галузях промисловості. Перед використанням для виробництва сталевої продукції рулонна сталь розрізається на пласкі заготовки потрібної довжини. Використовується у автомобілебудуванні, будівній галузі, суднобудуванні, приладобудуванні, машинобудуванні.
Рулонна сталь може бути гарячекатаною або холоднокатаною, оцинкованою і оцинкованою з полімерним покриттям.

## Виробництво
Виробництво гарячекатанної рулонної сталі починається з нагрівання слябів до необхідної температури у печі підігріву. Після очищення поверхні слябів від циндри, що утворюється на ній при нагріванні, нагріті сляби зазвичай проходять через обжимну (чорнову) кліть або безперервний стан, що складається з п'яти двовалкових прокатних клітей, або реверсивний прокатний стан, в яких метал прокатують до товщини близько 25 мм. Після цього метал прокатується у безперервному чистовому стані з п'яти або шести чотиривалкових клітей, розташованих одна за одною. Прокатувана сталь швидко проходить від однієї до іншої чистові кліті, покидаючи останню кліть з необхідною товщиною, що дорівнює приблизно від 1,2 до 6,5 мм. Прокатана сталь швидко охолоджується під струменями води і намотується у рулон на моталці, встановленій наприкінці прокатного стана. Замість чистової безперервної групи чотиривалкових клітей може бути використаний так званий стан Стеккеля. Цей стан являє собою одну реверсивну чотиривалкову кліть з двома пічними моталками.
Для виробництва холоднокатанної рулонної сталі в ролі вихідного матеріалу використовується гарячекатанна рулонна сталь. З поверхні сталі видаляється циндра обробкою сірчаною або соляною кислотою. На прокатку метал подається за температури довкілля. Стан холодної прокатки зазвичай складається з п'яти або шести безперервних чотиривалкових клітей, розташованих послідовно, на яких швидкість обертання роликів послідовно збільшується. Швидкість прокатки на останній кліті становить майже 150 км/год. Наприкінці процесу прокатки метал проходить шестивалкову обтискну кліть (редукційний стан), де йому надається краща однорідність по товщині по всій ширині прокату.

## Використання
У автомобілебудуванні з рулонної сталі виготовляють елементи кузовів автомобілів.
Для будівельної галузі з неї виготовляють профнастил, сендвіч-панелі, металочерепицю.
Використовується також у виробництві побутової техніки — корпусів електричних і газових плит, пральних машин, холодильників.
З рулонної сталі виготовляють штрипс.

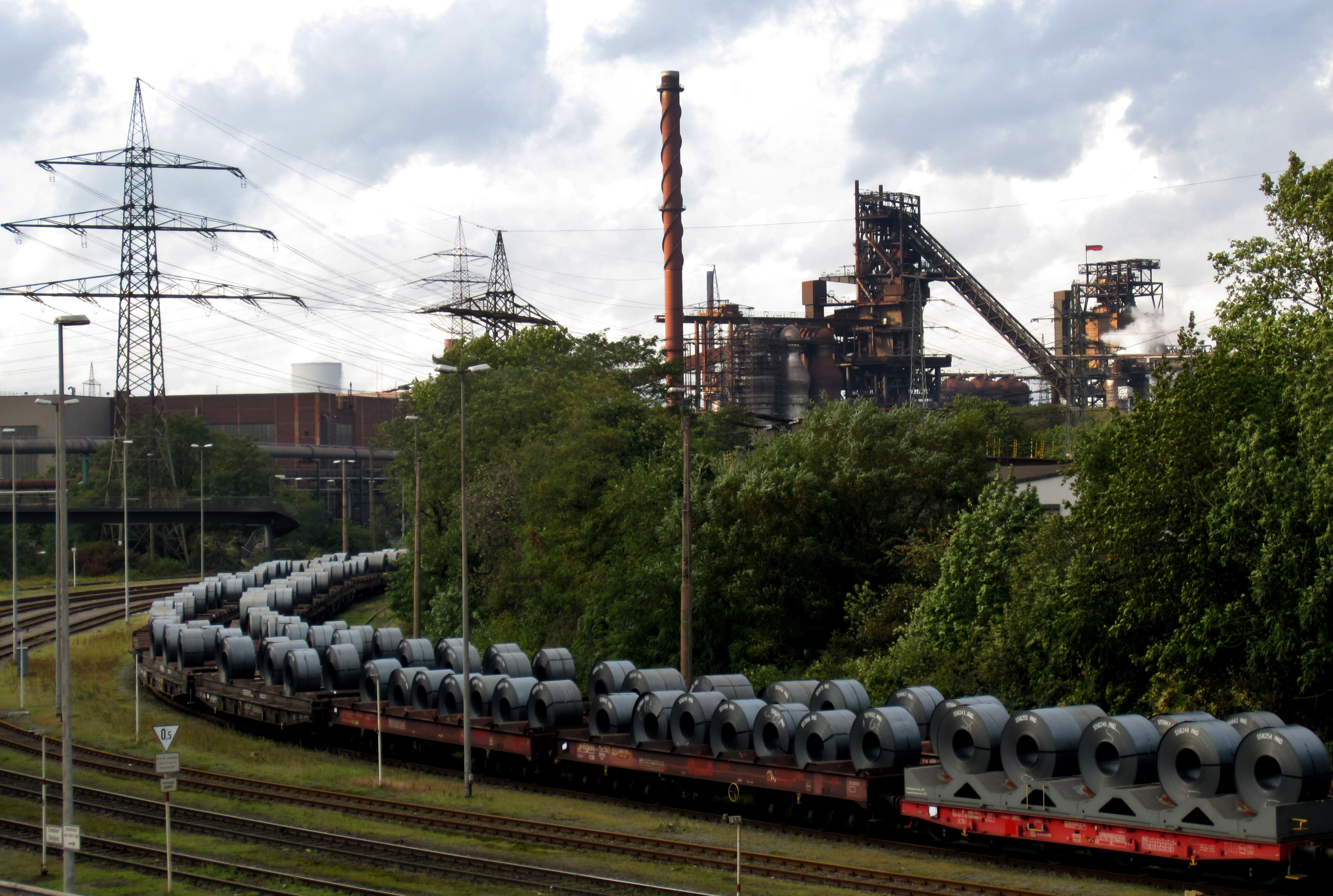
Перевезення рулонної сталі залізничним транспортом.
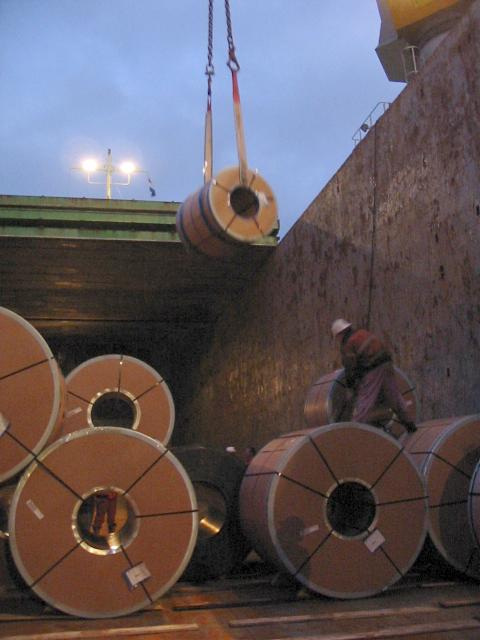
Завантаження рулонної сталі на корабель.

## Виноски
1. 1 2   Making of Steel Strip. // T. Kawaguchi, K. Sugiyama. Steel Industry I: Manufacturing System. — CRC Press, 1989. — P. 47 — 49. (англ.)